# Militärethik
Militärethik ist eine Form der angewandten Ethik, die sich mit moralischen Fragen unter anderem zu militärischer Gewaltanwendung, zum Dienst des Soldaten und zur Institution Militär beschäftigt.

## Definition
Der Begriff „Militärethik“ oder „militärische Berufsethik“ (auch „Wehrethik“) wird nicht als „Sonderethik“ für Soldaten verstanden. In der militärischen Ethik werden lediglich die Berufsgruppe betreffende Spezifizierungen und Konkretisierungen jener ethischen Grundsätze vorgenommen, die für alle Menschen gelten.
Ethische Fragen, die mit dem militärischen Einsatz der künstlichen Intelligenz und mit der Entwicklung autonomer Waffensysteme verbunden sind, werden in der Ethik der Künstlichen Intelligenz – Autonome Waffensysteme behandelt.